# Victor Maurel
Victor Maurel (ur. 17 czerwca 1848 w Marsylii, zm. 22 października 1923 w Nowym Jorku) – francuski śpiewak operowy, baryton.
Maurel debiutował w Paryżu w roku 1868 w Hugonotach Meyerbeera. Miał w swoim dorobku wiele najważniejszych ról przeznaczonych dla swojego typu głosu, m.in.: Don Giovanni Wolfganga Amadeusa Mozarta (tytułowa), Otello Giuseppe Verdiego (Jago – światowa prapremiera), Falstaff Verdiego (tytułowa – światowa prapremiera) oraz Pajace Ruggera Leoncavalla (jako Tonio czyli Taddeo – światowa prapremiera). Artysta współpracował z czołowymi teatrami muzycznymi świata jak: Teatro alla Scala w Mediolanie, nowojorska MET czy Royal Opera House w Londynie.
O partii Jagona podczas premiery amerykańska śpiewaczka Blanche Roosevelt pisała w taki sposób:

Victor Maurel jest jedynym prawdziwym artystą w operze i on jest Francuzem. Gdy idzie o głos, grę, wygląd i kostiumy jest on idealnym obrazem tego, czym powinien być prawdziwy śpiewak operowy i jest idealnym obrazem operowego Jagona.

Z rolą Falstaffa wiąże się dość nowatorska charakteryzacja. Używane wcześniej operowe „brzuchy” sporządzone były z nadmuchanego kauczuku, co stwarzało ryzyko łatwego przypadkowego ich przebicia. Brzuch dla Maurela był zmodyfikowaną kamizelką używaną w szermierce z fiszbinami i ośmiocentymetrową warstwą waty, całość konstrukcji podtrzymywał skórzany pas. Obciążał on śpiewaka o dodatkowe siedem kilogramów.